# Johann Peter Schwartz
Johann Peter Schwartz oder Schwarz (* 6. Juli 1721 in Rudolstadt; † 8. August 1781 ebenda) war ein deutscher  evangelischer Theologe und Generalsuperintendent des Fürstentums Schwarzburg-Rudolstadt.

## Leben
Johann Peter Schwartz stammte aus der rudolstädtischen Juristenfamilie Schwartz, die u. a. über Generationen zahlreiche Juristen im Dienste der Fürsten von Schwarzburg-Rudolstadt stellte.
Er war der Sohn des fürstlich schwarzburg-rudolstädtischen Hofrates und Juristen Johann Nikolaus Schwartz und dessen Frau Anne Sophie Key. Anfänglich wurde er durch Hauslehrer ausgebildet und führte die begonnene Ausbildung an der Schule sowie am Gymnasium seiner Heimatstadt Rudolstadt weiter. Nach der Absolvierung seiner Hochschulreife bezog er 1736 die Universität Jena, wo Heinrich Köhler (1685–1737), Georg Christoph Stellwag (1711–1740) und Leonard Hoffmann (-1737) seine Lehrer waren. Sie vermittelten ihm während seines philosophisch-theologischen Studiums besonders Kenntnisse in den orientalischen Sprachen und deren Literatur.
1737 wechselte Schwarz an die Universität Göttingen, wo er im selben Jahr den akademischen Grad eines Magisters der Philosophie erwarb und sich besonders bei Johann Andreas von Segner mit mathematischen Vorlesungen beschäftigte. 1739 begann er in Jena Vorlesungen zu halten, wechselte 1740 in gleicher Weise wieder nach Göttingen und war 1744 daselbst Hauslehrer eines jungen Adligen. 1749 wurde er Inspektor am neu errichteten theologischen Seminar in Rudolstadt und damit verbunden dritter Diakon an der dortigen St.-Andreas-Stadtkirche. 1752 stieg er dort zum zweiten Diakon auf, war 1754 Archidiakon und 1759 Beisitzer des Konsistoriums. 1761 wurde er, als Nachfolger seines Schwiegervaters Nikolaus North (1687–1760), Hofprediger, 1765 Generalsuperintendent und Konsistorialrat.

## Familie
Aus seiner am 17. Juni 1749 in  Rudolstadt  geschlossenen Ehe mit Sophia Augusta (* 31. Mai 1730 in Rudolstadt, † 12. April 1793 ebenda), die Tochter des Generalsuperintendenten daselbst Nicolaus North und dessen Frau Johanna Christiana Sophia (* 15. Juli 1707 in Apolda, † 25. September 1767 in Rudolstadt), der Tochter des  Amtsverwalters in  Apolda Christian Wislicenus, sind drei Söhne und drei Töchter bekannt, wovon nur drei Kinder den Vater überlebten. Von den Kindern kennt man:
- Johann Nikolaus Schwarz (* Rudolstadt 18. April 1750, † 18. Dezember 1768) studierte Medizin
- Dorothee Christiane Magdalene Schwarz (* 18. August 1752 in Rudolstadt; † 18. Oktober 1812 ebenda)
  - verh.  in I. Ehe am 27. November 1770 in Rudolstadt mit dem Diakon in Rudolstadt Michael Friedrich Schuchmann (* um 1734 in Stadtilm; † 18. Januar 1772 in Rudolstadt)
  - verh. in II. Ehe am  21. November 1782 in Rudolstadt mit dem  Generalsuperintendenten von Rudolstadt  Ludwig Friedrich Cellarius (* 25. November 1745 in Quittelsdorf, † 22. Mai 1818 in Rudolstadt)
- Christiane Marie Schwarz (* 1. April 1754 in Rudolstadt, † 24. Januar 1755 ebenda)
- Christoph Ludwig Schwarz (* 20. Januar 1756 in Rudolstadt,  † 7. September 1817 ebenda) war Justizrat in Rudolstadt
- Hugo Hieronymus Schwarz (* 6. April 1758 in Rudolstadt; † 17. April 1758 ebenda)
- Christiane Friederike Marie (* 3. März 1761 in Rudolstadt, † 22. April 1832 ebenda) verh. am 30. Oktober 1788 mit dem Kommissionsekretär in Rudolstadt Johann Friedrich Scheinpflug

## Bild
Ein Bild von ihm befindet sich noch heute in der Schlosskirche der Heidecksburg in Rudolstadt.

## Werke
- Diss. ad Num. 4, 24-27 contra interpretem Wertheim sem. Rudolstadt 1756
- Diss. de peaiculamentis Judaeorum. Göttingen 1737
- Diss. de perfectione linguae Ebraicae quoad  syllabas. 1738
- Diss. de voto, quo se invicem Judaei ineunte anno prosequuntur. Jena 1739
- Diss. ad Versionem Jonathanis B. Usiel Genes. II, 1. Jena 1739
- Diss. ad Jes. II, 22. Jena 1740
- Diss. ad Jes. IV, 5. Göttingen 1740
- Diss. de nominibus veteris testamenti propriis, religionis Ebraeorum monumentis. Göttingen 1743
- Positiones theologicae de scrutinio veritatis mysteriorum. Rudolstadt, 1747
- Diss. de aeternitate poenarum infernalium per Dei bonitatem non impossibili. Rudolstadt 1748
- Diss. de necessitate illuminationis legalis ad conversionem. Rudolstadt 1749
- Diss. de gloria satisfactionem Christi per negatam pro finali morosa incredulitate satisfactionem. Rudolstadt 1750
- Diss. de articulo de faer a coena recentioris Irenici placitis oppositae. Rudolstadt 1751
- Diss. ex arliculo de iustificatione. Rudolstadt 1752
- Diss. ex articulo de electione et reprobatione. Rudolstadt 1753
- Diss. de Eunomianismo, qua doctrinam de fide et bonis operibus, Luthero temere adficto. Rudolstadt 1754
- Diss. de fatisfactione passiva Salvatoris. Rudolstadt 1755
- Diss. de fatisfactione Christi activa. Rudolstadt 1756
- Observationes theol. ad articulum II Augustanae Confessionis, qua de persona Christi agit. Rudolstadt 1756
- Observationes ad eundem articulum, qua de statu exinanitionis agit. Partic. I. 1758. Partic. II. 1760. Paxtic. III. 1762
- Paradoxa theologica de efficacia sacrae scripturae. Rudolstadt 1757
- Diss. Positiones theologicae dubiis quibusdam de S. S. Trinitate oppositae. Rudolstadt 1758
- Diss. de obligatione hominis lapsi ad perfectum legi divinae praestanduui obsequium. Rudolstadt 1759
- Diss. de communione idiomatum in Christo in genere. Rudolstadt 1760
- Diss. de primo genere communicationis idiomatum. Rudolstadt 1761
- Progr. de Seminarii Fridericiani origine et incrementis. Rudolstadt 1761
- Progr. de laude principum ex cura scholarum. Rudolstadt 1761
- Zwo Passionspredigten von der Verachtung des Kreutzes Jesu  und  dem Wankelmuth in der Gottfeligkeit. Rudolstadt 1761.
- Trauerrede, dass die Christliche Religion den wahren Staatsmann bilde. Rudolstadt 1761
- Einladungsschrift zur Feyer des Jubilaeums der Rudolstädt. Schule. Rudolstadt 1764